# Koningué
Koningué is een gemeente (commune) in de regio Sikasso in Mali. De gemeente telt 16.100 inwoners (2009).
De gemeente bestaat uit de volgende plaatsen:
- Banesso
- Dougan
- N'Guéguésso 1 (hoofdplaats)
- N'Guéguésso 2
- Sougoumba